# 丁璜
丁 璜（てい こう、生年不詳 - 咸豊3年8月6日（1853年9月8日））は、清代の人物。

## 生涯
湖北省黄州府黄岡県（現在の湖北省黄岡市黄州区赤壁街道）の出身。道光21年5月6日（1841年6月24日）の殿試で二甲進士に登り、汾西県の知県に任じられた。道光24年（1844年）に左雲県の知県、道光28年（1848年）に万泉県の知県にそれぞれ転じた。咸豊3年（1853年）には曲沃県の知県・雲騎尉に任じられたが、同年8月6日に太平天国軍に曲沃城を攻め落とされて殺害された。